# The Evpatoria Report
The Evpatoria Report est un groupe de musique suisse de style post-rock. Actif de 2002 à 2008, il annonce, sans suite, retourner en studio en 2015.
Son nom renvoie à la cité ukrainienne d'Evpatoria (en Crimée) où se situe le radiotélescope RT-70 P-2500 participant au programme SETI et ayant envoyé dans l'espace plusieurs messages, dont Cosmic Call, titre d'un morceau du groupe.

## Historique
Le groupe se forme en 2002 à Yverdon-les-Bains, plusieurs membres jouant ensemble depuis 1999. Un premier EP comportant deux titres sort en 2003. The Evpatoria Report  participe en 2004 à la 8ème édition du For Noise Festival.  2005 voit la sortie de  Golevka qui assure au groupe une certaine notoriété locale, et est bien accueilli par les amateurs du genre.  Son titre fait référence à l'astéroïde du même nom, découvert quasi simultanément par les observatoires de GOLdstone (Californie), EVpatoria et KAshima (Japon) en 1991. Sur certaines images, l'astéroïde Golevka, aux formes très irrégulières, évoque un visage humain.
Le groupe réalise plusieurs concerts à Paris et en Suisse, certains en compagnie de Red Sparowes,. Le 15 août 2006, il débute la soirée dont Radiohead est tête d'affiche au festival Rock Oz'Arènes,,. Il donne ensuite plusieurs concerts dans des festivals en Allemagne et Belgique. Le groupe réalise également une tournée en Russie avec Opak, autre groupe de musique suisse.
En 2008, The Evpatoria Report publie son deuxième album studio, Maar.

## Style musical
Instrumentale et incorporant des bruitages, la musique de The Evpatoria Report se caractérise par des compositions assez longues (jusqu'à 20 minutes pour le morceau Acheron sur l'album Maar), débutant en général de façon assez calme et montant progressivement en puissance, évoquant des groupes comme Pink Floyd, Godspeed You! Black Emperor ou encore Mogwai.
Les membres du groupe ont des passés musicaux variés : formation classique pour le violoniste et claviériste, musique métal pour le bassiste, funk pour le batteur, rock pour les guitaristes.
Les titres des morceaux sont assez énigmatiques. Ainsi, Taijin Kyofusho, sur l'album Golevka, évoque un syndrome psychiatrique, prévalent au Japon, se traduisant par la crainte ou la conviction de représenter une gêne ou une nuisance pour autrui.
Le groupe explique qu'« il manque d'imagination pour trouver des titres » car pour lui « l'essentiel est la musique ». Plusieurs titres ont ainsi un rapport avec l'astronautique russe (par exemple Voskhod Project et Prognoz), l'espace étant un thème que The Evpatoria Report exploite visuellement en concert. 

## Membres
- Laurent Quint : guitare
- Simon Robert : guitare
- David Di Lorenzo : basse
- Fabrice Berney : batterie
- Daniel Bacsinszky : violon et claviers

## Discographie

### Compilation
- 2009 : Golevka + The Evpatoria Report (EP, Pastel Music)